# Eve
|  | Per a altres significats, vegeu «Eve (cantant)». |

Eve és el quart àlbum d'estudi del grup progressiu The Alan Parsons Project. Es va estrenar el 1979. L'obertura instrumental de l'àlbum "Lucifer" va ser un gran èxit a Europa, i "Damned If I Do" va arribar als Top 30 dels EUA.
Originalment, segons la idea d'Eric Woolfson, l'àlbum se suposava que tractava de les grans dones de la història, però es va convertir en una reflexió sobre les fortaleses de les dones i les debilitats dels homes en el context actual. El concepte es basa, entre altres coses, en la història bíblica d'Adam i Eva.
Cal destacar en aquest context el disseny de portada de l'agència de disseny gràfic britànic Hipgnosis. Quan mireu de prop la fotografia de la portada, podeu veure que les cares de les dones velades mostrades estan desfigurades per les cicatrius. La interpretació d'aquest detall gràfic i les lletres d'algunes cançons (I'd rather be a man) poden interpretar-se com a missatges misògins, absents a la resta de treballs del projecte musical.
"Eve" es considera erròniament com l'únic àlbum del projecte on les dones prenen parts vocals (Clare Torry on Do not Hold Back i Lesley Duncan on If I could Change Your Mind). De fet, ja en l'àlbum "I Robot" de 1977, les sopranos Jaki Whitren i Hilary Western van influir en la formació. "Eve" també va marcar el començament de la col·laboració amb el cantant Chris Rainbow. Altres cantants convidats van ser Dave Townsend (You Will not Be There) i Lenny Zakatek (Damned If I Do).
Els enregistraments d"Eve" es van celebrar majoritàriament als Super Bear Studios, a la ciutat francesa sud de Berre-les-Alpes. Els enregistraments amb l'orquestra de l'Òpera de cambra de Múnic sota la direcció de Sandor Farcas es van fer a l'Arco Studios (Múnic).

## Recepció
"Eve" va ser rebuda per la crítica de manera escèptica. Fins i tot Andrew Powell, arranjador i director musical de la banda, va descriure l'àlbum com "una mena de decepció, com un dels àlbums més febles en termes musicals i tonals".
La revista en línia Babyblaue Seiten és molt crítica amb l'àlbum. Christian Rohde diu de l'àlbum que és una "autoplàsia", les cançons són només mitjanes. Jörg Schumann qualifica l'instrumental Lucifer com l'única peça destacada de l'àlbum, en la resta de l'àlbum, la banda es copia a si mateixa o "està despoblat per cançons de pop".
David Bowling de blogcritics.org, d'altra banda, descriu la música de "Eve" com "el millor pop que el grup ha llançat" i crida a Eve un "bon exemple del pop" de 1970.
Mike DeGagne de Allmusic descriu l'àlbum com "una de les millors obres" de la banda, amb "algunes de les cançons més complexes del grup".

## Curiositats
El codi Morse sona al començament de la primera peça Lucifer: És el nom de l'àlbum ("•", "••• -", "•" correspon a "E", "V", "E").
"Lucifer" va ser la melodia del monitor de transmissió del canal de televisió alemany WDR i ara s'utilitza en forma modificada.
El primer nom de la llavors sogra Eric Woolfsons va ser Eve.

## Cançons
Totes les cançons escrites i compostes per Alan Parsons i Eric Woolfson.
| 1.            | «Lucifer»                | instrumental  | 5:09  |
| 2.            | «You Lie Down with Dogs» | Lenny Zakatek | 3:47  |
| 3.            | «I'd Rather Be a Man»    | David Paton   | 3:53  |
| 4.            | «You Won't Be There»     | Dave Townsend | 3:34  |
| 5.            | «Winding Me Up»          | Chris Rainbow | 4:04  |
| Durada total: | Durada total:            | Durada total: | 20:27 |

| 1.            | «Damned If I Do»              | Lenny Zakatek                                 | 4:50  |
| 2.            | «Don't Hold Back»             | Clare Torry                                   | 3:37  |
| 3.            | «Secret Garden»               | instrumental (Veus armòniques: Chris Rainbow) | 4:41  |
| 4.            | «If I Could Change Your Mind» | Lesley Duncan                                 | 5:49  |
| Durada total: | Durada total:                 | Durada total:                                 | 18:57 |

Eve fou remasteritzat i reeditat el 2008 amb les següents cançons extra:
1. Elsie’s Theme from 'The Sicilian Defence' (The Project That Never Was) – 3:01 (Bonus)
2. Lucifer (Demo) – 2:48 (Bonus)
3. Secret Garden (Early Rough Mix) – 4:42 (Bonus)
4. Damned If I Do (Rough Mix) – 4:46 (Bonus)
5. Don't Hold Back (Vocal Rehearsal Rough Mix) – 3:34 (Bonus)
6. Lucifer (Early Rough Mix) – 4:18 (Bonus)
7. If I Could Change Your Mind (Rough Mix) – 5:47 (Bonus)